# Joseph Gottlieb Kölreuter
Joseph Gottlieb Kölreuter (Sulz am Neckar, 27 aprile 1733 – Karlsruhe, 11 novembre 1806) è stato un botanico e scienziato tedesco.

## Biografia
Kölreuter nacque e crebbe a Sulz. Studiò medicina presso l'Università di Tubinga con il medico e botanico Johann Georg Gmelin, ricevendo il dottorato di ricerca nel 1755.
Lavorò a San Pietroburgo tra il 1756 e il 1761, quando tornò a Sulz e nel 1762 a Calw.
Kölreuter descrisse molte specie vegetali e studiò polline. Fu il primo a scoprire le piante di tabacco Nicotiana rustica e Nicotiana paniculata.
Il genere Koelreuteria è stato chiamato così in suo onore.

## Opere
- Dissertatio inauguralis medica de insectis coleopteris, nec non de plantis quibusdam rarioribus... Tubingae: litteris Erhardianis (1755)
- Vorläufige Nachricht von einigen, das Geschlecht der Pflanzen betreffenden Versuchen (1761-1766)
- Das entdeckte Geheimniss der Cryptogamie (1777)